# عين ننقر
عين ننقر هي نبع ماء تاريخية تقع بمحافظة الخليل بالضفة الغربية، تنبع من منطقة الحاووز في مدينة الخليل وتصب غربا في واد ننقر، المتصل بمنطقة واد سود الواقع بين أراضي تفوح وأراضي دورا وصولاً إلى حدود أراضي عام 1948.

## الموقع
تقع العين في منطقة واد ننقر غرب مدينة الخليل وعلى الشارع العام الرابط دورا بالخليل والمحاذي لواد ننقر.

## التاريخ
عين ننقر قديمة منذ العهد الروماني وهي جزء من بقايا خربة أثرية قديمة،وفي العهد العثماني تم إنشاء بنايات حولها خاصة بالجيش التركي،سميت المنطقة بإسم ننقر نسبة للعين وتضم حالياً تجمع سكاني تابع لبلدية الخليل  ويقع فيها المركز الكوري الفلسطيني  ونادي الخليل للفروسية، استخدمت قديمًا كمصدر أساسي لماء الشرب في المنطقة، مقام عليها برك ماء تستخدم في أغراض الزراعة.